# Kyle Ketelsen
Kyle Ketelsen (* in Clinton (Iowa)) ist ein US-amerikanischer Opernsänger (Bassbariton).

## Leben
Kyle Ketelsen stammt aus einer US-amerikanischen Familie mit deutschen Wurzeln und studierte 1991–1995 an der University of Iowa bei Albert Gammon und anschließend auf dessen Empfehlung bei Giorgio Tozzi an der Indiana University Bloomington, wo er 1999 mit dem Master of Music abschloss.
Gastverträge führten Ketelsen in die New York City Opera, die Metropolitan Opera New York, die Bayerische Staatsoper, ins Gran Teatre del Liceu in Barcelona sowie zum Festival d’Aix-en-Provence.
Zu seinem Repertoire zählen unter anderem Don Giovanni und Leporello (Don Giovanni), Figaro (Le nozze di Figaro), Escamillo (Carmen), Golaud (Pelléas et Mélisande) und Angelotti (Tosca).
Ketelsen lebt mit seiner Familie in Wisconsin.